# Maioliche Artigianali Caltagironesi
La Maioliche artigianali caltagironesi (abbreviato in MAC) è stato un centro di ricerca e sperimentazione sulla ceramica di Caltagirone.

## Storia
Agli inizi del XIX secolo, la tradizione ceramistica di Caltagirone era in crisi a causa della seconda rivoluzione industriale che, con l'avvento di produzioni serializzate di ottimo profilo tecnico e di basso costo, aveva messo fuori mercato i prodotti artigianali.
Luigi Sturzo fondò, nel 1918, la "Regia scuola professionale per la ceramica", cui vennero chiamati ad insegnare i ceramisti della città. Nel secondo dopoguerra la scuola prese il nome di "Istituto pro artigianato ceramistico" (IPAC), del quale divenne direttore lo storico della ceramica Antonino Ragona. Per favorire un collegamento tra la ricerca storica e le attività manifatturiere, nella metà degli anni cinquanta, nell'ambito dell'IPAC venne costituita la MAC, di cui divenne presidente lo scultore e ceramista Gesualdo Vittorio Nicoletti. La MAC divenne un polo di aggregazione per una nuova generazione di ceramisti che a partire dalla metà degli anni sessanta, diedero vita a propri marchi di ceramica artigianale.

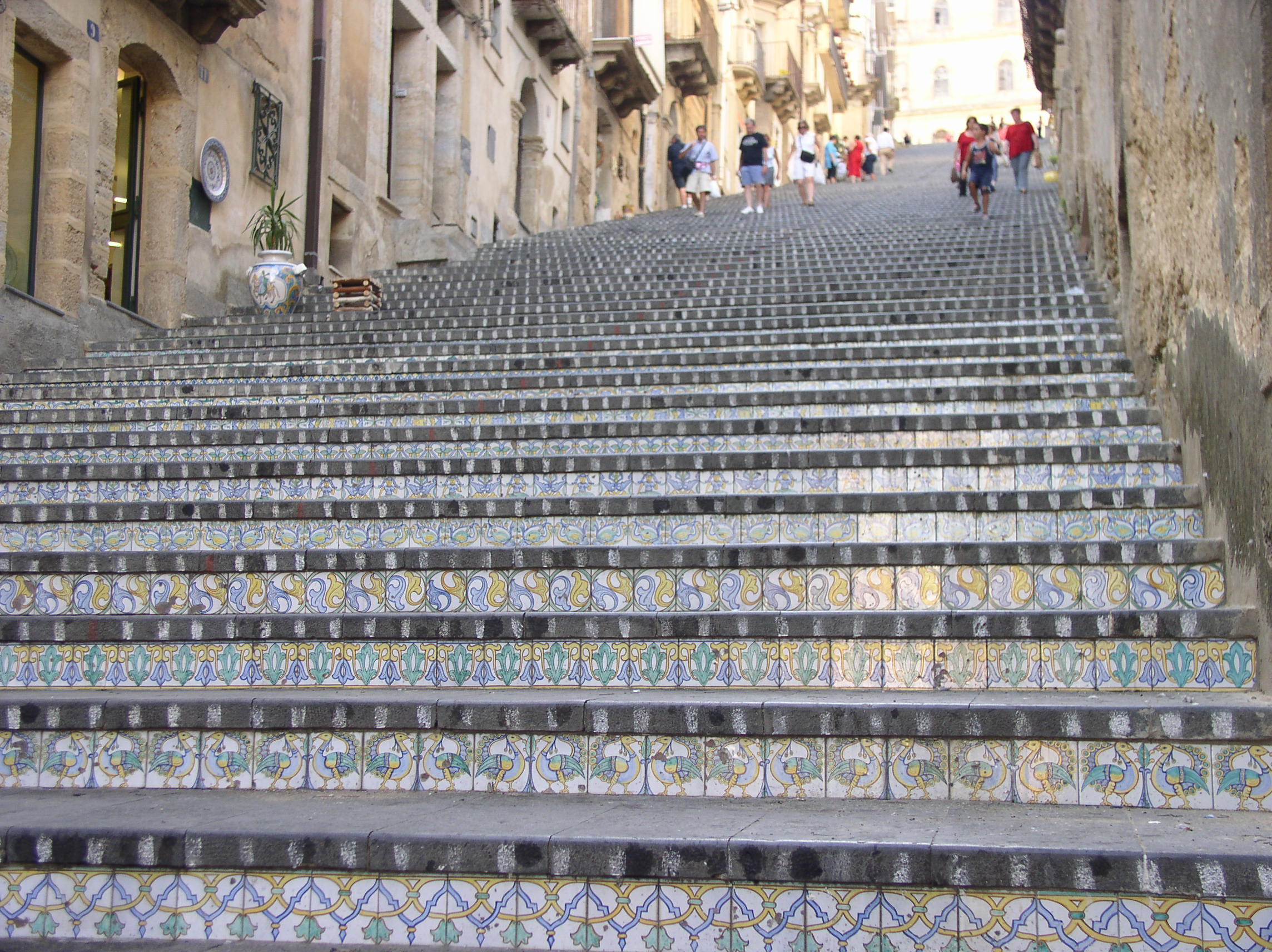
La scalinata di Santa Maria del Monte a Caltagirone decorata dalla MAC con piastrelle che raccontano l'evoluzione storica della maiolica siciliana

## Opere
Le opere della MAC si caratterizzarono per essere sempre firmate come opera collettiva, sebbene fossero realizzate da diversi ceramisti, di numero variabile.
Nei primi anni di attività i prodotti furono improntati ad una ricerca di criteri stilistici innovativi, sia nella realizzazione di forme inusitate, sia nei decori, che spesso si ispirarono alle avanguardie artistiche storiche, in particolare espressionismo e cubismo.
Nella seconda e ultima fase si produssero manufatti aderenti alla tradizione ceramica di Caltagirone, in particolare a quella dei secoli XVII e XVIII.
Vennero prodotti sia oggettistica di piccolo formato che grandi opere di arredo urbanistico. Tra le opere più note vi sono la culla per il terzogenito di John F. Kennedy e soprattutto la decorazione a piastrelle della nota scalinata di Santa Maria del Monte a Caltagirone. Quest'ultima, a partire dal basso verso l'alto, e gradino dopo gradino, racconta in modo figurato l'evolversi della maiolica siciliana dalle origini, nel periodo arabo, alla metà del XX secolo.